# Agata Bulwa
Agata Bulwa (ur. 4 września 1975 w Dąbrowie Tarnowskiej) – polska łuczniczka, olimpijka z Sydney. 
Od 1987 należy do klubu Dąbrovia Dąbrowa Tarnowska. Jej trenerami byli: Janusz Czub, Janusz Hudyka (trener klubowy) oraz Stanisław Stuligłowa (trener kadry). Ukończyła studia w Akademii Wychowania Fizycznego w Krakowie. Mieszka w Dąbrowie Tarnowskiej. 
Podczas Igrzysk Olimpijskich w Sydney zajęła 37. miejsce w wieloboju indywidualnym oraz 11. w wieloboju drużynowym. Wówczas razem z nią w drużynie były: Anna Łęcka i Joanna Nowicka.

## Osiągnięcia sportowe
- 1999: brązowy medal podczas Halowych Mistrzostw Świata, Hawana;
- 2000: brązowy medal podczas letnich Mistrzostw Polski (indywidualnie);
- 2000: brązowy medal podczas Halowych Mistrzostw Polski (drużynowo);
- 2000: złoty medal w Halowych Mistrzostw Europy, Spała (drużynowo – razem z Anną Łęcką, Barbarą Węgrzynowską);
- 2001: srebrny medal podczas Halowych Mistrzostw Świata, Florencja (indywidualnie);
- 2001: finalistka Halowych Mistrzostw Świata rozgrywanych we Florencji - 4. miejsce (drużynowo – razem z Justyną Mospinek i Barbarą Węgrzynowską);
- 2001: wicemistrzyni Halowych Mistrzostw Polski (indywidualnie).